# Leo Beuerman
Leo Beuerman ist ein 1969 von Gene Boomer gedrehter Kurz-Dokumentarfilm über das Leben von Leo Beuerman in Lawrence (Kansas). Der Film wurde 1970 für einen Oscar nominiert.

## Gegenstand der Dokumentation
Der Film befasst sich mit dem Leben von Leo Beuerman (1902–1974) in den 1950er und 1960er Jahren. Grundlage des Films war eine kurze 1967 von Beuerman selbst verfasste Biographie.
Beuerman war 1902 mit Glasknochen (Osteogenesis imperfecta) geboren worden. Er war taub, auf einem Auge blind und auf dem anderen sehbehindert. Er wurde nur etwa einen Meter groß und seine Beine waren missgebildet. Beuerman hatte keine ordentliche Schulbildung erhalten. Ab 1950 fuhr er mit einem Gefährt von einer Farm, auf der er lebte, täglich in die Stadt, wo er Stifte und anderes auf der Straße verkaufte. Er war zwar in Lawrence bekannt, die Menschen in der Stadt sprachen aber erst über ihn, als er 1967 überfallen wurde, während er in seinem Gefährt schlief.

## Hintergrund
Die Produktionsfirma Centron hatte in Lawrence (Kansas) ihren Sitz. Sie produzierte vor allem Lehrfilme für den Unterricht und war spezialisiert auf Filme zur moralischen Entwicklung vor allem Jugendlicher. Die Nominierung für den Besten Dokumentar-Kurzfilm 1970 für Leo Beuerman war der Höhepunkt in der Geschichte der Produktionsfirma.